# 法爾茅斯 (密歇根州)
法爾茅斯（英語：Falmouth）是位於美國密歇根州米索基縣克拉姆尤寧鎮區的一個普查規定居民點。

## 人口
根據2020年美國人口普查的數據，法爾茅斯的面積為1.76平方千米，當中陸地面積為1.76平方千米，而水域面積為0.00平方千米。當地共有人口183人，而人口密度為每平方千米103.98人。